# Sportaši godine Sportskih novosti 2020.
Sportaši godine Sportskih novosti 2020. je 69. izbor uglednije sportske nagrade u Hrvatskoj koja je održana 27. prosinca 2020. godine za aktulanu godinu.
Nagrada Sportaši godine Sportski novosti dodijeljena se u četiri kategorije: sportaš godine, sportašica godine, momčad godine i ekipa godine.
Dodjelu nagrade organizirale su Sportske novosti uz izravan televizijski prijenos na HTV 2.
Voditelj dodjele nagrada bio je Marko Šapit.

## Dobitnici i nominirani

### Sportaš godine
| Nominirani       | Sport    | Razlog nomacije |
| ---------------- | -------- | --- |
| Domagoj Duvnjak  | rukomet  | najbolji rukometaš Europskog prvenstva održanog u siječnju 2020. godine                                                                 |
| Ivan Perišić     | nogomet  | osvajač Lige prvaka, Bundeslige i njemačkog kupa s Bayern Münchenom                                                                     |
| Filip Zubčić     | skijanje | treće mjesto u ukupnom poretku veleslalomaša u svjetskom skijaškom kupu te po prvi puta pobjednik na utrci Svjetskog kupa u veleslalomu |
| Tonči Stipanović | jedrenje | bronca na Svjetskom prvenstvu u kategoriji laser održanom u veljači 2020. godine                                                        |

### Sportašica godine
| Nominirani        | Sport    | Razlog nomacije                                                                                     |
| ----------------- | -------- | --------------------------------------------------------------------------------------------------- |
| Karla Prodan      | džudo    | bronca na Europskom prvenstvu u studenom 2020. godine te srebro na Europskom prvenstvu do 23 godine |
| Barbara Matić     | džudo    | zlato na Grand Slam turniru, a na putu do zlata pobijedila svjetsku i olimpijsku prvakinju          |
| Mirela Kardašević | ronjenje | svjetski rekord u ronjenju u disciplini bez peraja                                                  |
| Petra Martić      | tenis    | hrvatska tenisačica završila među najboljih 20, a u jednom trenutku bila i 14. tenisačica svijeta   |

### Momčad godine
| Nominirani                        | Sport     | Razlog nomacije                                                     |
| --------------------------------- | --------- | ------------------------------------------------------------------- |
| Muška rukometna reprezentacija    | rukomet   | srebro na Europskom prvenstvu u siječnju 2020. godine               |
| Valent Sinković i Martin Sinković | veslanje  | srebrni na Europskom prvenstvu u listopadu 2020. godine             |
| Šime Fantela i Mihovil Fantela    | jedrenje  | brončani na Europskom prvenstvu klase 49er u listopadu 2020. godine |
| Muška vaterpolska reprezentacija  | vaterpolo | izborili polufinale na Europskom prvenstvu u siječnju 2020. godine  |

### Ekipa godine
| Nominirani                      | Sport   | Razlog nomacije                                                  |
| ------------------------------- | ------- | ---------------------------------------------------------------- |
| Ženska rukometna reprezentacija | rukomet | bronca na Europskom prvenstvu u prosincu 2020. godine            |
| ŽRK Podravka                    | rukomet | polufinale EHF Kupa za rukometašice prekinutog zbog koronavirusa |
| ŽRK Lokomotiva                  | rukomet | polufinale EHF Kupa za rukometašice prekinutog zbog koronavirusa |
| ŽNK Split                       | nogomet | osvajačice prvenstva Hrvatske                                    |
| HAOK Mladost                    | odbojka | osvajačice Kupa Hrvatske                                         |

## Vanjske poveznice
- Službene web stranice nagrade 69. Izbor SN najboljih sportaša godine